# Rachel Jedinak
Pour les articles homonymes, voir Jedinak.
Rachel Jedinak, née Psankiewicz en 1934 à Paris, est une rescapée de la rafle du Vélodrome d'Hiver des 16 et 17 juillet 1942, auteur de Nous n'étions que des enfants, publié en 2018. Son père est déporté par le convoi n°5, en date du 28 juin 1942, de Beaune-la-Rolande vers Auschwitz. Sa mère est déportée par le convoi n°12, en date du 29 juillet 1942, de Drancy vers Auschwitz.

## Biographie
Rachel Jedinak, est née le 30 avril 1934 dans le 20e arrondissement de Paris. Ses parents, Abraham Psankiewicz et Chana Psankiewicz, sont originaires de Pologne. Abraham (Abram) Psankiewicz  est né le 28 décembre 1901 à Varsovie. Chana Psankiewicz  (née Zyto) est née le 14 septembre 1900 à Kałuszyn. Ils immigrent séparément en France dans les années 1920, s'y rencontrent et se marient. Abram est ouvrier ébéniste, engagé dans l'armée française. La famille habite au 26 rue Duris, dans le 20e arrondissement de Paris. Rachel a une sœur, Louise Psankeiwicz, née en 1929,.
Le 15 juillet 1942, alors que la rumeur d'une prochaine rafle antisémite enfle, Chana Psankiewicz cache ses deux filles 15 rue de Tlemcen, chez leurs grands-parents. Après avoir été dénoncées par la concierge, la police passe et elles doivent retourner rue Duris. La famille est escortée jusqu'à un centre de regroupement de Juifs installé à La Bellevilloise. Les deux jeunes filles parviennent à s'enfuir par une issue de secours, les policiers en faction ayant opportunément détourné leur regard. Elles reviennent chez leurs grands parents. Leur mère est internée treize jours à Drancy, où Rachel l'observe de loin grâce à des jumelles ; Chana Psankiewicz lui fait pourtant signe de partir.

### Déportations des parents
Abram Psankiewicz  (40 ans) est arrêté le 14 mai 1941, lors de la rafle du billet vert, puis déporté par le convoi n°5, en date du 28 juin 1942, de Beaune-la-Rolande vers Auschwitz, où il est assassiné. Chana Psankiewicz (41 ans) est déportée par le convoi n°12, en date du 29 juillet 1942, de Drancy vers Auschwitz, dont elle ne reviendra pas.

## Œuvre
- Nous n'étions que des enfants, Paris, Fayard, 2018[9]

## Décorations
- Officier de la Légion d'honneur (1er janvier 2021) [10]
  - Chevalier le 18 mars 2010
- Chevalier de l'ordre national du Mérite
- Commandeur de l'ordre des Palmes académiques (2024)[11]